# 리처드 슈웨더
리처드 앨런 슈웨더(Richard Allan Shweder, 1945년 ~ )는 미국의 문화심리학자이자 인류학자로, 시카고 대학교 인간발달 비교학과(Human Development)의 Harold H. Swift 석좌교수이다. 그는 문화와 심리의 상호구성적 관계를 강조하는 문화심리학(cultural psychology)의 창시자 중 한 사람으로, 특히 인도 오리사 지역에서의 민속적 도덕성 연구를 통해 자율성 윤리, 공동체 윤리, 신성 윤리로 구성된 도덕 윤리 삼분법을 제시한 바 있다. 이 이론은 이후 조너선 하이트 등이 발전시킨 도덕 기반 이론(Moral Foundations Theory)의 기초가 되었다. 슈웨더는 하버드 대학교에서 박사 학위를 받은 뒤 시카고 대학교에서 평생을 재직하며, 다문화주의, 도덕 상대주의, 문화 간 비교심리학 분야에서 영향력 있는 학문적 업적을 남겼다.

## 생애
리처드 앨런 슈웨더는 1945년 미국 뉴저지주 이스트오렌지에서 태어난 문화심리학자이자 인류학자로, 피츠버그 대학교에서 학사 학위를, 1972년 하버드 대학교 사회관계학과에서 문화인류학 박사 학위를 취득하였다. 그는 1972년부터 시카고 대학교 인간발달 비교학과에 교수로 재직하며 평생을 학문 연구와 교육에 헌신하였으며, 현재는 동 대학교의 Harold H. Swift 석좌교수로 재임 중이다. 1970년대 중반, 그는 인도 동부 오디샤 주의 도시 부바네스와르에서 현지 공동체를 대상으로 다년간 현장조사를 수행하며 도덕성, 자아 개념, 감정 구조, 사회적 역할에 대한 문화심리학적 분석을 발전시켰고, 이를 바탕으로 인간의 도덕 판단이 세 가지 윤리 체계—자율성 윤리, 공동체 윤리, 신성 윤리—를 중심으로 형성된다는 도덕 윤리 삼분법을 제안하였다. 이 이론은 훗날 조너선 하이트의 도덕기반이론에 이론적 토대를 제공하였으며, 문화 간 도덕 비교 연구에 결정적인 전환점을 마련했다. 그는 1984년 문화, 자아, 감정을 다룬 공동편저 『Culture Theory』를 비롯해, 1991년 단독 저서 『Thinking Through Cultures』와 2003년 『Why Do Men Barbecue?』를 통해 문화심리학의 범위를 확장하였으며, 다문화주의의 도덕적 정당성과 윤리적 복잡성을 옹호하는 논문들을 다수 발표하였다. 그는 1985~1986년 구겐하임 펠로십을 수상하였고, 심리인류학회 회장을 역임하였으며, 미국 예술과학아카데미 회원으로 선출되었다. 그의 연구는 보편주의적 심리학 모델에 대한 대안으로서 문화적 맥락과 상대주의의 중요성을 강조하였으며, 도덕교육, 공공정책, 종교적 다원주의, 법과 문화 간 갈등 등 현대 자유민주주의 사회의 주요 쟁점에 깊은 학술적 영향을 미쳤다.